# First Stand Tournament 2025
First Stand Tournament 2025 là giải đấu đầu tiên của First Stand Tournament (FST), một trong ba giải đấu quốc tế của bộ môn Liên Minh Huyền Thoại do nhà phát hành Riot Games tổ chức vào cuối kì đầu tiên trong ba kì của mùa giải 2025. Giải đấu được tổ chức tại Hàn Quốc từ ngày 10 đến 16 tháng 3 năm 2025.
Hanwha Life Esports đánh bại Karmine Corp trong trận chung kết tổng với tỷ số 3-1 và lên ngôi vô địch, trở thành nhà vô địch đầu tiên của FST.

## Các đội tham dự
5 đội tuyển đến từ 5 khu vực lớn sẽ đại diện khu vực của mình tham gia giải đấu, bao gồm LCK, LPL, LEC, LTA và LCP sẽ giành quyền tham dự thông qua việc vô địch các giải đấu tương ứng với khu vực của họ.
| Khu vực | Đội tuyển           | ID  | Thành tích             |
| ------- | ------------------- | --- | ---------------------- |
| LCK     | Hanwha Life Esports | HLE | Quán quân LCK Cup      |
| LPL     | Top Esports         | TES | Quán quân LPL Kì 1     |
| LEC     | Karmine Corp        | KC  | Quán quân LEC mùa Đông |
| LTA     | Team Liquid         | TL  | Quán quân LTA Kì 1     |
| LCP     | CTBC Flying Oyster  | CFO | Quán quân LCP Kickoff  |

## Địa điểm
Seoul đã được chọn làm địa điểm tổ chức giải đấu FST 2025 vào ngày 1 tháng 11 năm 2024 trong buổi họp báo cho trận chung kết Chung Kết Thế giới 2024 tại O2 Arena, Luân Đôn, Vương quốc Anh.
| Seoul, Hàn Quốc | SeoulFirst Stand Tournament 2025 (Hàn Quốc) |
| LoL Park        | SeoulFirst Stand Tournament 2025 (Hàn Quốc) |
|                 | SeoulFirst Stand Tournament 2025 (Hàn Quốc) |
| Sức chứa: 450   | SeoulFirst Stand Tournament 2025 (Hàn Quốc) |

## Thể thức
Giải đấu sẽ là sự kiện quốc tế đầu tiên áp dụng thể thưc cấm/chọn Fearless Draft, trong đó mỗi tướng chỉ có thể được chọn một lần bởi bất kỳ đội nào trong suốt loạt trận. 5 đội đủ điều kiện sẽ được xếp vào bảng đấu, thi đấu theo thể thức vòng tròn 1 lượt Bo3. 4 đội đứng đầu sẽ tiến vào Vòng loại trực tiếp, thi đấu theo thể thức loại trực tiếp Bo5. Đội vô địch của FST 2025 sẽ mang về cho khu vực của họ 1 suất vào thẳng vòng bảng Mid-Season Invitational 2025, bỏ qua vòng khởi động.

## Vòng bảng
| VT | Đội                 | ST | T | B | HS | Giành quyền tham dự         |
| -- | ------------------- | -- | - | - | -- | --------------------------- |
| 1  | Hanwha Life Esports | 4  | 4 | 0 | +6 | Lọt vào Vòng loại trực tiếp |
| 2  | CTBC Flying Oyster  | 4  | 3 | 1 | +4 | Lọt vào Vòng loại trực tiếp |
| 3  | Karmine Corp        | 4  | 1 | 3 | -2 | Lọt vào Vòng loại trực tiếp |
| 4  | Top Esports         | 4  | 1 | 3 | -4 | Lọt vào Vòng loại trực tiếp |
| 5  | Team Liquid         | 4  | 1 | 3 | -4 | Bị loại                     |

1. 1 2  Top Esports hơn Team Liquid về kết quả đối đầu trực tiếp.

## Vòng loại trực tiếp
Ghi chú : Thời gian diễn ra các trận đấu được tính theo giờ Việt Nam (UTC+7).
|  |                     |                     |                     |                     |   |           |           |           |
|  | Bán kết             | Bán kết             | Bán kết             |                     |   | Chung kết | Chung kết | Chung kết |
|  | Bán kết             | Bán kết             | Bán kết             |                     |   | Chung kết | Chung kết | Chung kết |
|  | 15 tháng 3 11:00    |                     |                     |                     |   |           |           |           |
|  |                     |                     |                     |                     |   |           |           |           |
|  | CTBC Flying Oyster  | CTBC Flying Oyster  | 2                   |                     |   |           |           |           |
|  | CTBC Flying Oyster  | CTBC Flying Oyster  | 2                   |                     |   |           |           |           |
|  | Karmine Corp        | Karmine Corp        | 3                   |                     |   |           |           |           |
|  | Karmine Corp        | Karmine Corp        | 3                   | 16 tháng 3 15:00    |   |           |           |           |
|  |                     |                     |                     |                     |   |           |           |           |
|  | Karmine Corp        | Karmine Corp        | 1                   |                     |   |           |           |           |
|  | Karmine Corp        | Karmine Corp        | 1                   |                     |   |           |           |           |
|  |                     |                     | Hanwha Life Esports | Hanwha Life Esports | 3 |           |           |           |
|  | 15 tháng 3 16:00    |                     | Hanwha Life Esports | Hanwha Life Esports | 3 |           |           |           |
|  |                     |                     |                     |                     |   |           |           |           |
|  | Hanwha Life Esports | Hanwha Life Esports | 3                   |                     |   |           |           |           |
|  | Hanwha Life Esports | Hanwha Life Esports | 3                   |                     |   |           |           |           |
|  | Top Esports         | Top Esports         | 0                   |                     |   |           |           |           |
|  | Top Esports         | Top Esports         | 0                   |                     |   |           |           |           |

Nguồn: LoL Esports

## Thứ hạng
| Thứ hạng | Đội                 | Tiền thưởng (%) | Tiền thưởng (USD) |
| -------- | ------------------- | --------------- | ----------------- |
| 1        | Hanwha Life Esports | 30%             | $300.000          |
| 2        | Karmine Corp        | 22,5%           | $225.000          |
| 3–4      | Top Esports         | 17,25%          | $172.500          |
| 3–4      | CTBC Flying Oyster  | 17,25%          | $172.500          |
| 5        | Team Liquid         | 13%             | $130.000          |